# خوسيه غارسيا (لاعب كرة قدم هندوراسي)
خوسيه غارسيا هو لاعب كرة قدم هندوراسي، ولد في 21 سبتمبر 1998.